# Georg Bleibtreu
Georg Bleibtreu   (Xanten, 27 de març de 1828 - Berlín, 16 d'octubre de 1892) va ser un pintor alemany d'escenes històriques i militars.

## Biografia
Nascut a Xanten el 27 de març de 1828, Bleibtreu va ser pintor, litògraf, dissenyador i graveur sur bois. Va ser membre de l'Acadèmia de Berlín, rebent dues medalles d'or per les seves obres; també va rebre una medalla a Viena el 1873. Com molts pintors d'història del segle XIX, va estudiar a l'Acadèmia de Düsseldorf entre 1843 i 1848, i també amb el pintor històric i militar, Theodore Hildebrandt. Està associat a l'escola de pintura de Düsseldorf. El 1858 es va traslladar a Berlín.
La seva reputació es va construir en grans llenços que representaven els exèrcits prussians i alemanys en batalla, i va pintar nombroses escenes de la guerra de Schleswig-Holstein de 1864, la guerra austro-prussiana de 1866 i la guerra francoprussiana. El treball de fons d'aquestes pintures es va fer al camp mentre l'artista acompanyava els exèrcits; el 1866, va viatjar a la suite del príncep Frederic Carles fins a l'agost quan va tornar a Berlín amb una cartera d'esbossos fets al front. El 1870, va acompanyar el príncep hereu. Després de l'èxit de la guerra contra Dinamarca, el desembre de 1864, el rei de Prússia va convidar artistes a competir per un premi de 10.000 tàlers pintant un gran llenç que representava la victòria a Düppel, la peça guanyadora que va enviar a la National Gallery de Berlín. Un dels requisits era que els artistes havien de conèixer el tema i haver viscut la guerra. La peça de Bleibtreu va ser comprada pel rei l'any 1865, i aquest també va encarregar a l'artista la pintura de la Travessia de l'Alsen.

Batalla de Königgrätz de Bleibtreu, oli sobre tela, 1866, Deutsches Historisches Museum de Berlín

La seva pintura de la batalla de Königgrätz representava el rei Guillem sobre un cavall negre amb la seva suite, Bismarck, Moltke, Roon i altres, observant la batalla; en primer pla hi ha un destacament d'austríacs capturats. Aquest estil va impregnar moltes de les obres de Bleibtreu on el focus es posava en el comandant, que sovint era membre de la família reial alemanya, envoltat dels seus soldats a la batalla; això va ser sovint perquè el quadre era un encàrrec del personatge representat.
Poc després del final de la guerra amb França, va instal·lar un estudi en una ala tranquil·la del Palau de Versalles per començar a treballar en dos quadres, un que representava el príncep hereu de Prússia a Wörth i l'altre, el rei Guillem a la batalla de Sedan. El 1876 va exposar dues escenes de guerra francoprussiana a la Reial Acadèmia de Berlín.
Bleibtreu va morir a Charlottenbourg el 16 d'octubre de 1892. La seva obra rarament es veu avui en dia, i algunes de les seves pintures van ser destruïdes durant la Segona Guerra Mundial, encara que les imatges de les seves obres es poden veure a les històries de les diverses guerres alemanyes i les històries del regiment. Va ser el pare del crític literari Karl Bleibtreu.

## Pintures
- Batalla de Kolding (1852)
- Destrucció del Kiel Turner-Corps a Flensburg (1852)
- Batalles de Grossbeeren al Katzbach (1857)
- Batalla d'Aspern
- El duc Ferran de Brunswick a la batalla de Crefeld (1858)
- Episodi de la Batalla de Waterloo (1858)
- Escaramusses a Königshugel a Oeversee
- Soldats creuant a Alsen el 1864
- Batalla de Königgrätz
- Càrrega dels 12è hússars de Turingia a Rosberitz durant la batalla de Königgrätz
- L'emperador a la batalla de Vionville
- Al Loigny, 2 de desembre de 1870
- La reunió de Von Moltke i Wimpfen el vespre abans de Sedan
- Rendició de Napoleó III després de Sedan
- Els bavaresos abans de París
- El rei Guillem a prop d'una bateria abans de París
- El príncep hereu Albert de Saxònia a la batalla de Gravelotte, 18 d'agost de 1870
- Rei Guillem després de la batalla de Gravelotte
- El vol de Napoleó després de la batalla de Waterloo (1878)
- Atac del cos saxó a St. Privat (1880)
- Assaltada de Fröschweiler per part de les tropes de Würtemberg (1880)
- La convocatòria el 1813 (1881)
- York a Wartenburg, 1813